# 罗赖马山
罗赖马山（佩蒙語：Roroima）是南美洲北部圭亚那高原帕卡赖马山脉的最高峰，地处委内瑞拉、巴西和圭亚那三国交界处，是圭亞那地盾特有的大型平顶山峰，周圍是400至1000米高的懸崖。羅賴馬山的最高點位於委內瑞拉境內海拔2,810米的懸崖南緣，高原北部三國交界處另一個海拔2,772米的突起則是圭亞那的最高點。當地的原住民佩蒙人稱之為“Roroima”，“roroi”在佩蒙語中的意思是“藍綠色”，“ma”的意思是“偉大的”。
強烈的降雨導致的淋溶作用塑造了山頂的奇特地形，與世隔絕的地理特徵使羅賴馬山成為很多特有動植物的家園。西方人對羅賴馬山的勘察直到19世紀才開始，於1884年被英國探險隊首次攀登。然而儘管隨後進行了多次探險，其動植物群和地質學仍然很大程度上處於未知狀態。得天獨厚的環境和懸崖南側相對容易的進出和攀登條件，使羅賴馬山成為最受徒步旅行者歡迎的目的地之一。

## 地理
羅賴馬山位於南美洲北部，圭亞那高原東部的帕卡赖馬山脈，東部的巴西佔其面積的5%，北部的圭亞那佔10%，南部和西部的委內瑞拉佔85%。從委內瑞拉一側進入羅賴馬山靠近公路且相對容易，然而對於巴西和圭亞那來說該地區是完全孤立的，只能通過幾天的森林徒步或當地的小型簡易機場到達。
羅賴馬山是一座平頂山，為圭亞那地盾的典型地形，東南海拔約1,200米，西北則只有約600米，山體呈弧形，其西北側有一個大型冰斗，南面、東南面、東面以及東北面和西北面都由最高約1,000米的筆直懸崖構成，在山的南端，懸崖的一部分已經崩落，形成了一個壯觀的天然巨石。懸崖的底部被南部和東部陡峭的斜坡所包圍，北面和西面則形成河谷通往山頂。
羅賴馬山的頂部平面頂長度超過10公里，最大寬度為5公里，面積約33~50平方公里，海拔2200米以上，平均海拔2600-2700米。表面是被強降雨刻蝕形成的假岩溶地層，最高點海拔2810米，位於高原的南端，也是玻利瓦爾州的最高點，山頂以北8.25公里為另一個海拔2,772米的高點，為圭亞那的最高點。在高原北部是巴西、委內瑞拉和圭亞那三國邊界的地標，海拔2734米。
由於海拔高且靠近赤道，羅賴馬山年平均氣溫恆定在20至22°C之間，年降水量超過1,500毫米，4月到11月的雨季部分地區降雨量在1,800至3,000毫米之間。山頂的氣候條件與山下存在顯著差異，該地區的高雲量與盛行的東北風和東南風有關，空氣的相對濕度保持在75%到85%之間。

## 地質

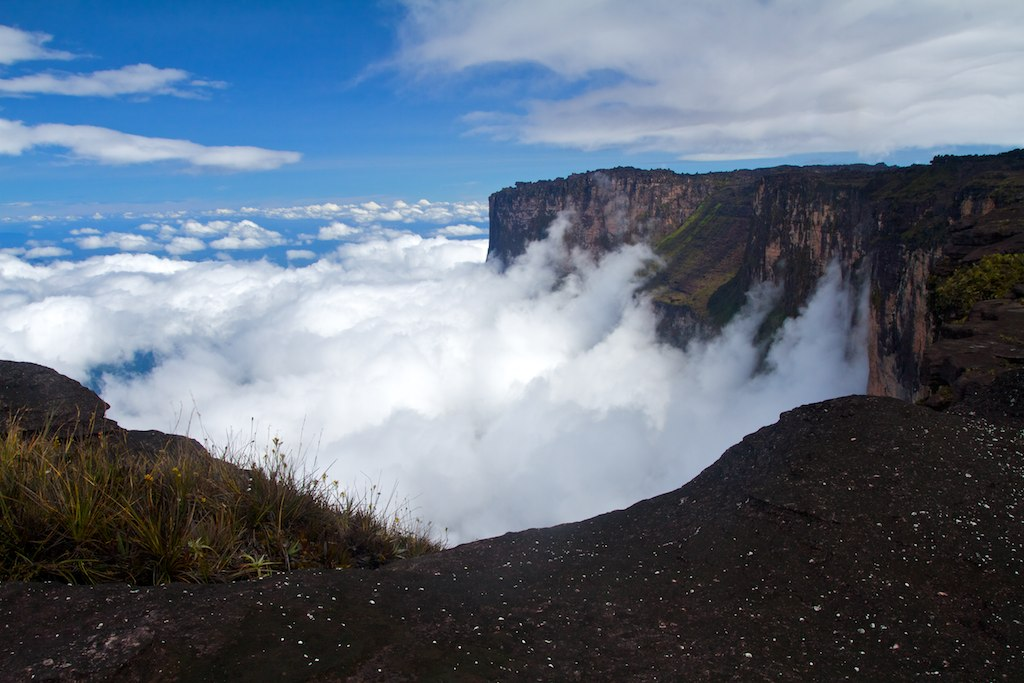
羅賴馬山南側崖壁的雲海

羅賴馬山由形成於大約17至20億年前的元古代砂岩組成，是地球上最古老的岩石之一，含有大量的石英沉積物，98%為二氧化矽顆粒，形成了幾厘米長的白色或粉紅色晶體。這些岩石位於花崗岩和片麻岩基底上，最初被中生代的粘土、礫岩和閃長岩層層覆蓋，但由於侵蝕和過去1.8億年的造山運動而顯露出來，受降水侵蝕而形成了千奇百怪的形狀。砂岩基質的土壤酸性很強，營養成分很差，而且非常細。強烈的降雨使得養分和顆粒難以固定，從而阻止了山頂植被和土壤的形成。
在山體內部眾多的洞穴和裂谷使羅賴馬山呈現出一種假岩溶構造，這些地下洞穴形成了一個網絡，長超過15公里，總高度差為73.21米，是世界上最大的石英洞穴。這些洞穴是由地表水的滲透而形成的，因此其內部的水位很大程度上取決於高原表面的降水：長時間的干旱會使水道乾涸，乾燥的山洞也可以隨時變成地下河。湧入其中的水沖進岩石的縫隙，在山腰以瀑布的形式流出，在山腳下產生了許多溪流。

## 生態

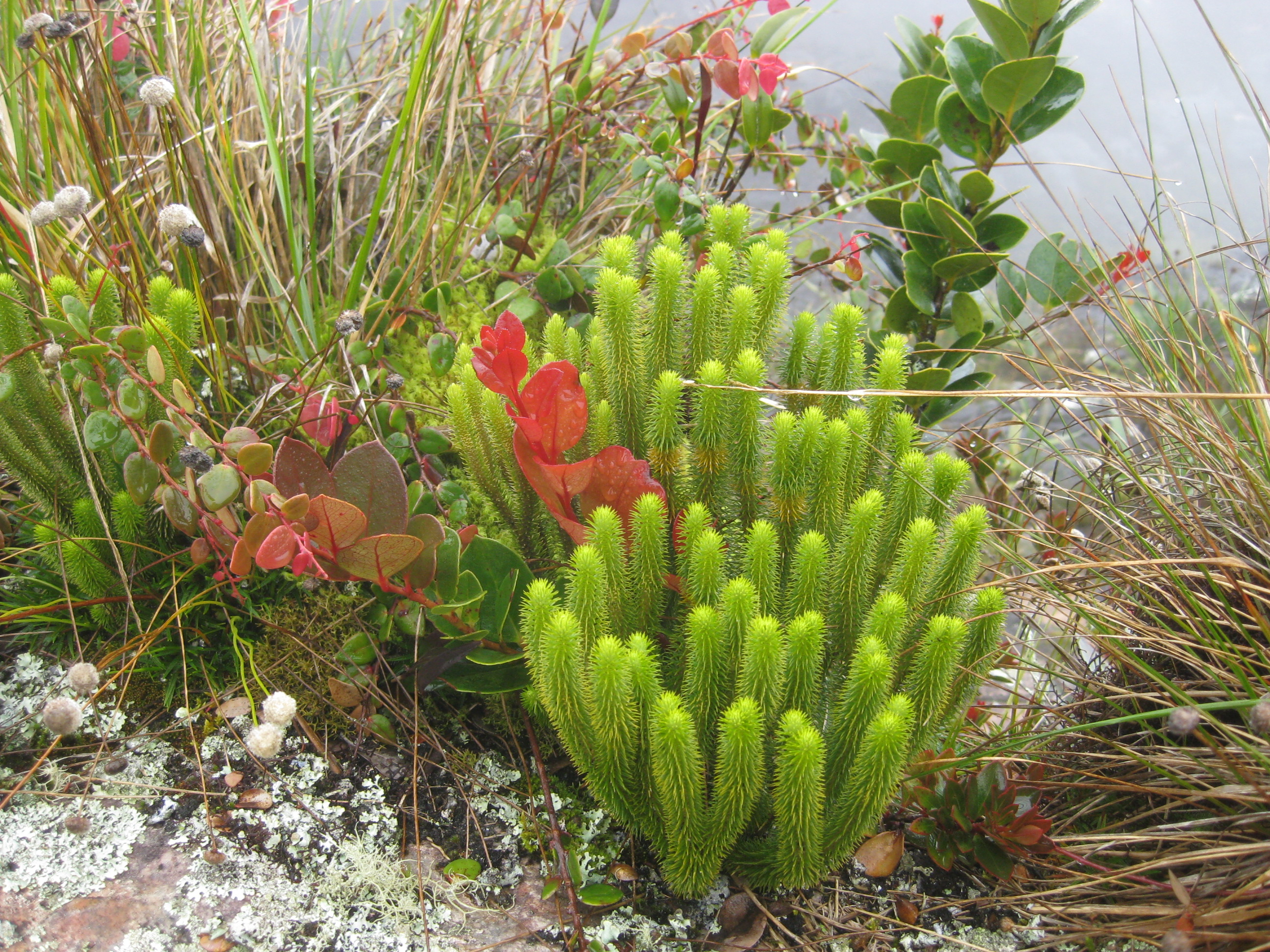
罗赖马山山頂的植被

由於人類對南美洲這一地區的探索較晚，並且每年都有新物種被發現，因此這裏的動植物群在很大程度上是未知的。目前所確定的物種具有強烈的特有性，尤其是動物群，同時也讓它們面臨很高的滅絕風險。山腳下懸崖底部是一片常綠的雨林，由高25至45米，有的可達60米的樹木組成。植被以棕櫚科、穀精草科為主。在懸崖上的土壤沙質較多，氣候較冷，植被由與安第斯山脈非常相似的鳳梨科植物組成。高原上的植被在很大程度上仍然未知，主要有裸露的岩石、樹木和附生植物森林以及沼澤形式的干濕稀樹草原。它以眾多特有物種為標誌，尤其是捕捉昆蟲並在那裡找到它們生長的砂岩和淋溶土壤中缺乏的硝酸鹽的食蟲植物。溪流和溝壑的附近物種數量較少，樹木高8至15米並且擁有堅硬的樹葉以適應惡劣環境。裸露的岩石則被地衣、藻類和藍藻占據。
山腳下的動物種類多種哺乳動物組成，這種巨大的多樣性在亞馬遜熱帶雨林中尤為突出，如樹懶、食蟻獸、美洲貘、犰狳、水豚、負鼠、刺鼠、草原狐、黃鼠狼、浣熊、鹿、美洲獅，甚至如吼猴、卷尾猴等靈長類動物。鳥類有數百種，其中最常見的有隼、鸚鵡、貓頭鷹等，一些蜂鳥是該地區的特有種。由於相對於其他物種的低流動性，爬行動物和兩棲動物在羅賴馬山頂部和山下發現的個體之間表現出巨大差異。雖然棲息在山腳下森林中的綠鬣蜥、蝮蛇、珊瑚蛇和蟒蛇等大都是常見種，在山頂發現的卻更加稀有。洞穴動物群由許多種類的蝙蝠、蚱蜢、蜘蛛和蜈蚣構成，但這個脆弱的地下生態系統正受到地表徒步旅行者的干擾，多年來遊客和探險家產生的有機物和燃料等污染物被雨水沖刷到地下，導致微生物的增殖從而造成生態失衡。

## 探險

羅賴馬山衛星地圖

羅賴馬山於1595年被歐洲人發現，在此之前美洲印第安人已經在此居住了至少10,000年，當時西班牙和英國在南美洲的這一部分進行殖民競賽。英國詩人、軍官和探險家華特·雷利將其描述為湧出無數瀑布、無法攀登的“水晶山”。第一次對羅賴馬山的考察發生在1838年，由德國科學家和探險家羅伯特·赫爾曼·尚伯克在英國皇家地理學會贊助的一次探險中對其進行觀測，1845年，他返回該地區研究當地的植物群，並指出山頂因其高聳的懸崖似乎無法進入。1864年，德國博物學家和植物學家卡爾·斐迪南·阿彭和英國地質學家查爾斯·巴林頓·布朗到達羅賴馬山的東南端進行觀測，並提議通過熱氣球上山。
儘管它的垂直崖壁使得進入非常困難，但羅賴馬山是圭亞那高原第一個被攀登的大型平頂山。研究該地區鳥類動物的亨利·懷特利觀察到借助繩索和梯子可以從南面到達山頂。埃弗拉德·伊姆·圖恩和哈利·帕金斯領導了一次由皇家地理學會贊助的探險，在1884年12月18日達到頂峰，團隊找到了一條甚至連當地的原住民佩蒙人都不知道的通道，他們表示懸崖的頂部自人類出現以來就一直不為人知。很快，許多由植物學家、動物學家和地質學家組成的探險隊對羅賴馬山進行了多次探索，以研究該地區大部分未知的動植物群和特殊的地質情況。

## 攀登
羅賴馬山和奧揚山是加奈馬國家公園唯二可供徒步旅行者攀登的平頂山，每月名額200人。它的攀登總共需要三到五天，登頂路線在羅賴馬山西南懸崖上的一個天然斜坡上，它不需要任何特殊設備或培訓，因此幾乎所有徒步旅行者都會選擇，唯一的困難是一些溪流和小瀑布在大雨的情況下通過可能會變得困難。然而小徑的長度令攀登者需要在位於懸崖腳下海拔約2,000米的大本營度過一晚，並在山頂再住一晚，高原的探索需要幾天時間，下山需要兩天時間。攀登羅賴馬山的最佳時間是旱季，然而這時陽光非常強烈，氣溫很高，這會使通往山上的道路變得困難。